# Tour des Quatre-Cantons
Le Tour des Quatre-Cantons est une ancienne course cycliste suisse, organisée de 1944 à 1972.

## Palmarès
| Année | Vainqueur             | Deuxième                | Troisième          |
| ----- | --------------------- | ----------------------- | ------------------ |
| 1944  | Ernst Näf             | Josef Wagner            | Hans Maag          |
| 1946  | Rik Van Steenbergen   | Willy Kern              | Hans Bollinger     |
| 1947  | Pietro Tarchini       | Ernest Stettler         | Leo Weilenmann     |
| 1948  | Pietro Tarchini       | Hans Sommer             | Paul Neri          |
| 1949  | Ferdi Kübler          | Leo Weilenmann          | Emilio Croci-Torti |
| 1950  | Ernest Stettler       | Fritz Zbinden           | Willy Hutmacher    |
| 1951  | Hans Fluckiger        | Hans Sommer             | Hans Notzli        |
| 1952  | Fritz Schär           | Jean Brun               | Cesare Zuretti     |
| 1953  | Jan Lambrichs         | Joseph Wyss             | Martin Metzger     |
| 1954  | Eugen Kamber          | Jan Lambrichs           | Josef Winterberg   |
| 1955  | Walter Bucher         | Fritz Pfenninger        | Lido Sartini       |
| 1956  | Walter Becker         | Ferdi Kübler            | Hans Junkermann    |
| 1957  | Emile Freivogel       | Attilio Moresi          | Ernest Traxel      |
| 1958  | Cleto Maule           | Attilio Moresi          | Franz Reitz        |
| 1959  | Giuseppe Barale       | Friedhelm Fischerkeller | Jupp Borghard      |
| 1960  | Wout Wagtmans         | Hans Jaroszewicz        | Heinz Graf         |
| 1961  | Willy Trepp           | Louis Rostollan         | Horst Oldenburg    |
| 1962  | Jan Hugens            | Siegfried Renz          | Giancarlo Gentina  |
| 1963  | Vittorio Adorni       | Wolfgang Schulze        | Dieter Kemper      |
| 1964  | Jan Hugens            | Franco Bitossi          | Horst Oldenburg    |
| 1965  | Werner Becker         | Robert Lelangue         | Rolf Maurer        |
| 1966  | Auguste Girard        | Jean-Baptiste Claes     | René Binggeli      |
| 1967  | Franco Bitossi        | Robert Hagmann          | Giuseppe Grassi    |
| 1968  | Rolf Maurer           | Franco Bitossi          | Louis Pfenninger   |
| 1969  | Pol Mahieu            | Dieter Puschel          | Wim Dubois         |
| 1970  | Alberto Della Torre   | Rudi Altig              | Fabrizio Fabbri    |
| 1972  | Jean-Pierre Berckmans | Erwin Thalmann          | Jurgen Tschan      |